# Nikolaj Ochlopkov (lottatore)
Nikolaj Ochlopkov (8 novembre 1995) è un lottatore rumeno, specializzato nella lotta libera.

## Biografia
Ai campionati europei di Roma 2020 ha vinto la medaglia d'oro nel torneo dei -61 chilogrammi.

## Palmarès
- Europei

Roma 2020: bronzo nei -61 kg.
- Mondiali U23

Bucarest 2018: bronzo nei -61 kg.